# Boxweltmeisterschaften der Frauen 2025
Die 14. IBA Boxweltmeisterschaften der Frauen wurden vom 6. bis zum 16. März in der serbischen Stadt Niš ausgetragen.

## Ergebnisse
| Gewichtsklasse                | Gold                   | Silber                | Bronze                   |
| ----------------------------- | ---------------------- | --------------------- | ------------------------ |
| Minimumgewicht (45–48 kg)     | Nasym Qysaibai         | Julija Tschumgalakowa | Farzona Fozilova         |
| Minimumgewicht (45–48 kg)     | Nasym Qysaibai         | Julija Tschumgalakowa | Hong Kyong-ryong         |
| Halbfliegengewicht (48–50 kg) | Alua Balkibekowa       | Hu Meiyi              | Sabina Bobokulova        |
| Halbfliegengewicht (48–50 kg) | Alua Balkibekowa       | Hu Meiyi              | An Kum-byol              |
| Fliegengewicht (50–52 kg)     | Pang Chol-mi           | Buse Naz Çakıroğlu    | Dragana Jovanović        |
| Fliegengewicht (50–52 kg)     | Pang Chol-mi           | Buse Naz Çakıroğlu    | Feruza Kazakova          |
| Bantamgewicht (52–54 kg)      | Widad Bertal           | Hatice Akbaş          | Sara Ćirković            |
| Bantamgewicht (52–54 kg)      | Widad Bertal           | Hatice Akbaş          | Natnicha Chongprongklang |
| Federgewicht (54–57 kg)       | Anđela Branković       | Punrawee Ruenros      | Cai Yan                  |
| Federgewicht (54–57 kg)       | Anđela Branković       | Punrawee Ruenros      | Esra Yıldız              |
| Leichtgewicht (57–60 kg)      | Nune Asatrjan          | Wiktoija Grafejewa    | Natalia Shadrina         |
| Leichtgewicht (57–60 kg)      | Nune Asatrjan          | Wiktoija Grafejewa    | Miroslava Jedináková     |
| Halbweltergewicht (60–63 kg)  | Aida Abikeyeva         | Thananya Somnuek      | Hà Thị Linh              |
| Halbweltergewicht (60–63 kg)  | Aida Abikeyeva         | Thananya Somnuek      | Jelena Babitschewa       |
| Weltergewicht (63–66 kg)      | Busenaz Sürmeneli      | Navbahor Hamidova     | Anastasija Lukajić       |
| Weltergewicht (63–66 kg)      | Busenaz Sürmeneli      | Navbahor Hamidova     | Albina Moldaschanowa     |
| Halbmittelgewicht (66–70 kg)  | Jelena Gapeschina      | Lisa O’Rourke         | Aryna Daniltschyk        |
| Halbmittelgewicht (66–70 kg)  | Jelena Gapeschina      | Lisa O’Rourke         | Natalja Bogdanowa        |
| Mittelgewicht (70–75 kg)      | Anastassija Schamonowa | Aoife O’Rourke        | Nikolina Gajić           |
| Mittelgewicht (70–75 kg)      | Anastassija Schamonowa | Aoife O’Rourke        | Wang Lina                |
| Halbschwergewicht (75–81 kg)  | Saltanat Medenowa      | Büşra Işıldar         | Wang Xiaomeng            |
| Halbschwergewicht (75–81 kg)  | Saltanat Medenowa      | Büşra Işıldar         | Hasna Larti              |
| Schwergewicht (über 81 kg)    | Zhan Yilian            | Jeldana Talipowa      | Elif Güneri              |
| Schwergewicht (über 81 kg)    | Zhan Yilian            | Jeldana Talipowa      | Daria Sazonova           |

## Medaillenspiegel
| Platz  | Land                | Gold | Silber | Bronze | Gesamt |
| ------ | ------------------- | ---- | ------ | ------ | ------ |
| 1      | Russland            | 4    | 1      | 2      | 7      |
| 2      | Kasachstan          | 3    | 2      | 1      | 6      |
| 3      | Türkei              | 1    | 3      | 2      | 6      |
| 4      | Volksrepublik China | 1    | 1      | 3      | 5      |
| 5      | Serbien             | 1    | –      | 5      | 6      |
| 6      | Nordkorea           | 1    | –      | 2      | 3      |
| 7      | Marokko             | 1    | –      | 1      | 2      |
| 8      | Thailand            | –    | 2      | 1      | 3      |
| 9      | Irland              | –    | 2      | –      | 2      |
| 10     | Usbekistan          | –    | 1      | 3      | 4      |
| 11     | Belarus             | –    | –      | 1      | 1      |
| 11     | Moldau              | –    | –      | 1      | 1      |
| 11     | Slowakei            | –    | –      | 1      | 1      |
| 11     | Vietnam             | –    | –      | 1      | 1      |
| Gesamt | Gesamt              | 12   | 12     | 24     | 48     |